# Accoltellamento del Purim del 1989
L'accoltellamento del Purim del 1989 fu l'accoltellamento casuale di civili israeliani a Tel Aviv, Israele, avvenuto durante la festa ebraica del Purim, il 21 marzo 1989. L'aggressore era un operaio edile arabo. Due israeliani vennero uccisi e uno gravemente ferito nell'attacco.

## L'attacco
L'attentatore Muhammad Zakut pugnalò tre israeliani con un coltello da commando mentre gridava "Allahu Akbar" ("Dio è grande"). Una delle vittime, Kurt Moshe Schallinger, 73 anni, venne uccisa mentre lasciava la sua auto in una strada di Tel Aviv piena di bambini in costume, per celebrare la festa del Purim. Zakut disse che il suo obiettivo era quello di "pugnalare al collo il primo israeliano su cui i suoi occhi cadessero". Prima di essere catturato, uccise due israeliani e ne ferì gravemente un terzo alla nuca e al midollo spinale. Una delle vittime era un anziano scienziato che stava tornando a casa dopo aver consegnato il mishloah manot. L'altro era il capo dell'Associazione per l'ambiente a Tel Aviv.

## L'autore
Zakut venne condannato all'ergastolo, ma il 18 ottobre 2011 venne liberato a Gaza come parte dello scambio di prigionieri di Gilad Shalit tra Israele e Hamas.